# El Volador
El Volador is een Topple Tower in het Belgische attractiepark Bellewaerde, geleverd door de Duitse attractiebouwer HUSS Park Attractions. De Topple Tower torent uit boven het Mexicoplein in themagebied Mexico.
De toren werd gebouwd in opdracht van HUSS Park Attractions die op zoek was naar een plaats om hun nieuwe attractie neer te poten. Palamon Capital Partners, toen eigenaar van het park, bood Bellewaerde Park hiervoor aan. Met de opening van El Volador in 2005 had het park op die manier 21 jaar na Boomerang een tweede wereldprimeur te pakken qua attractietype.
Een rit in de attractie duurt twee en een halve minuut, waarin de bezoekers een maximale hoogte van 16 meter bereiken. De toren schommelt heen en weer tot een hoek van 30° met de grond (dus 60° verschil met de verticale stand). Per rit is er plaats voor 40 personen, waardoor met de in- en uitstaptijd meegerekend de theoretische capaciteit 800 personen per uur bedraagt.

## Trivia
- El Volador vervangt Dancing Queen, een zweefmolen die doorverkocht werd aan het Nederlandse attractiepark De Valkenier.
- In april 2006 zaten dertien bezoekers in de attractie een uur lang vast op een hoogte van 25 meter. El Volador was toen nog maar één jaar oud.[4]
- Op zondag 31 maart 2013 maakte de attractie een noodstop wegens ijsvorming op de remschijven. Zeven inzittenden werden na een uur door de brandweer uit hun hachelijke positie bevrijd.[5]
- Op zondag 8 mei 2018 trad door een technisch mankement een veiligheid in werking en viel de attractie vier meter boven het instapplatform stil. Ruim veertig bezoekers zaten hierdoor lange tijd vast en moesten een voor een bevrijd worden.[6]
- Op vrijdag 21 mei 2021 viel de attractie vijftien meter boven het instapplatform stil. 23 kinderen zaten vast en moesten een voor een bevrijd worden door de brandweer. Twee ladderwagens en het RED team van de brandweer klaarden de klus in enkele uren tijd. Doordat het medisch rampenplan werd afgekondigd, was het Rode Kruis ter plaatse voor de opvang van de kinderen. Ondanks een stevige wind en koudere temperaturen, vielen er geen gewonden. [7]
- Op donderdag 14 augustus 2025 zaten dertig bezoekers 20 minuten vast in de attractie. De technische dienst van Bellewaerde kon het probleem verhelpen en annuleerde tussenkomst van de brandweer.[8]

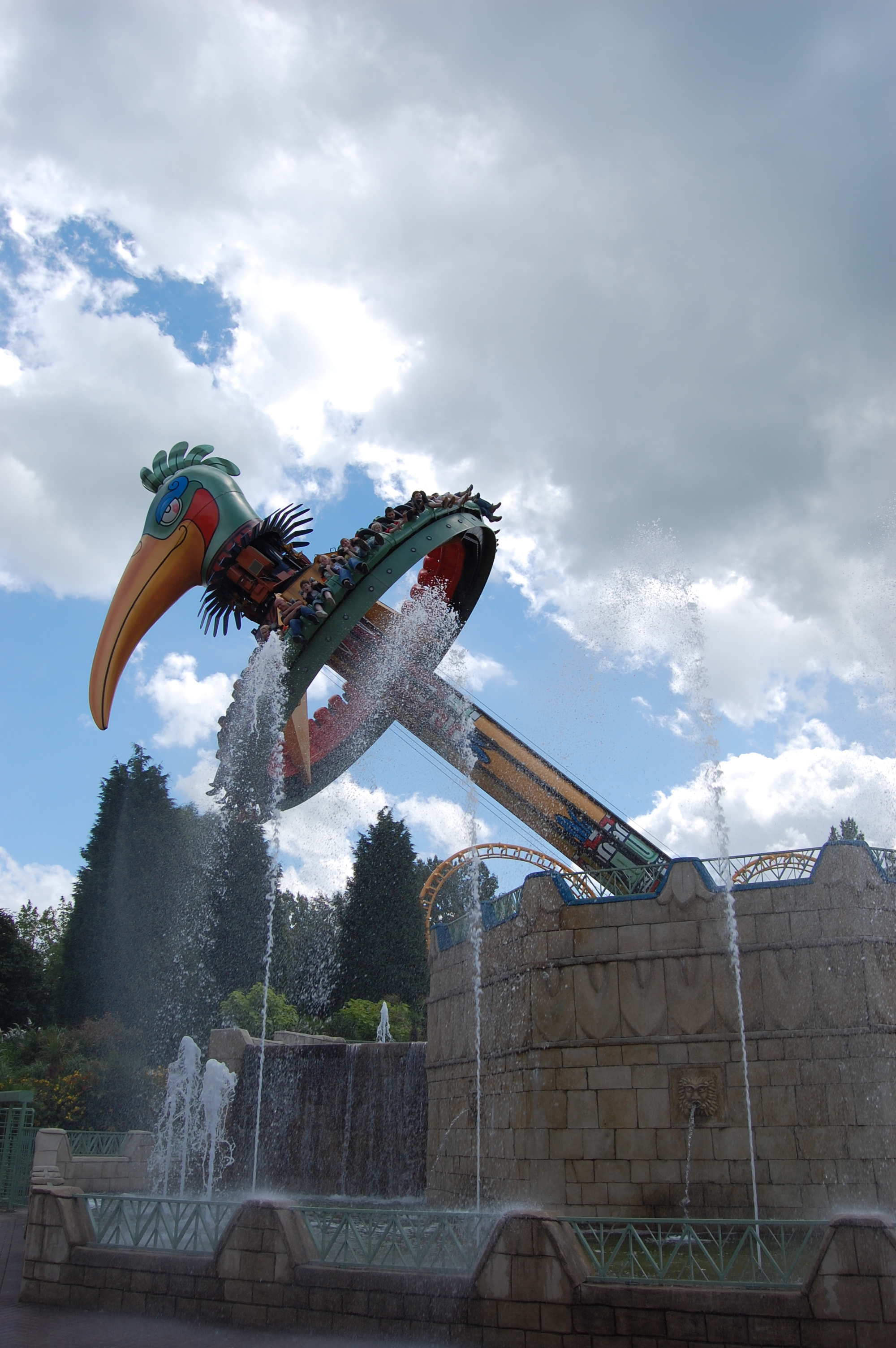

Afbeeldingen